# Анекдоты о блондинках
Блондинка является героиней анекдотов, в которых она выступает особой с чрезвычайно ограниченным кругом интересов и низким уровнем интеллектуального развития. Считается, что первые подобные анекдоты проникли в русский фольклор из европейского (английского, немецкого, польского) и американского. По всей видимости, образ «глупой блондинки» первоначально возник как насмешка над поклонницами низкосортного гламура, пытающимся подражать кинематографическим образцам. В анекдотах блондинка совершает глупые и, особенно часто, нелогичные поступки. В этом она соответствует пошехонцу, чукче, новому русскому и другим персонажам. Иногда блондинка противопоставляется женщинам с другим цветом волос, а также мужчинам. Блондинка может появляться в паре с другой блондинкой или иным олицетворением глупости. Часто блондинка появляется в анекдотах компьютерной тематики в роли неграмотного, но самоуверенного пользователя. В таких случаях её может заменять бухгалтер, секретарь или просто «юзер», а противопоставляется ей системный администратор.
Из анекдотов блондинка попадает в речевые обороты, например: «Я в этом блондинка» («Я в этом не разбираюсь»), «Расскажи это блондинке» («Я вам не верю», ср. «Расскажи это своей бабушке»).
Анекдоты о блондинках типичны скорее для англоязычного юмора и в русской анекдотичной традиции появились сравнительно недавно, главным образом через перевод.